# Aanbodfactor
Aanbodfactoren zijn de grootheden die de omvang van de productiecapaciteit bepalen. De aanbodfactoren zijn de omvang en kwaliteit van de kapitaalgoederenvoorraad, de omvang en kwaliteit van de beroepsbevolking en de technische ontwikkeling.